# U-370
Unterseeboot 370 foi um submarino alemão do Tipo VIIC, pertencente a Kriegsmarine que atuou durante a Segunda Guerra Mundial.

## Comandantes
| Comandante         | Data                                       |
| ------------------ | ------------------------------------------ |
| Oblt. Karl Nielsen | 19 de novembro de 1943 - 5 de maio de 1945 |

## Subordinação
Durante o seu tempo de serviço, esteve subordinado às seguintes flotilhas:
| Período                                       | Flotilha                                  |
| --------------------------------------------- | ----------------------------------------- |
| 19 de novembro de 1943 - 31 de julho de 1944  | 4. Unterseebootsflottille (treinamento)   |
| 1 de agosto de 1944 - 15 de fevereiro de 1945 | 8. Unterseebootsflottille (serviço ativo) |
| 16 de fevereiro de 1945 - 5 de maio de 1945   | 4. Unterseebootsflottille (treinamento)   |